# Adnane Ouardy
Adnane Ouardy (arab. عدنان الوردي, ur. 28 lutego 1994) – marokański piłkarz, grający jako środkowy napastnik. Od 2022 roku wolny gracz.

## Klub

### Wydad Fès
Zaczynał karierę w Wydadzie Fès.
W sezonie 2011/2012 (pierwszym w bazie Transfermarkt) wystąpił w trzech meczach.
W sezonie 2012/2013 wystąpił w 18 meczach, strzelił 4 gole i miał 3 asysty.
W sezonie 2013/2014 zagrał jedno spotkanie.

### FAR Rabat
30 sierpnia 2013 roku został kupiony przez FAR Rabat za 300 tysięcy euro. W tym klubie zadebiutował 27 października 2013 roku w meczu przeciwko Raja Casablanca (porażka 1:0). Na boisku pojawił się w 59. minucie, zastąpił Abdessalama Benjellouna. Łącznie zagrał 15 spotkań. 

#### Renaissance Berkane (wyp.)
1 lipca 2014 roku został wypożyczony do Renaissance Berkane. W tym zespole debiut zaliczył 12 września 2014 roku w meczu przeciwko Olympic Safi (3:3). Na boisko wszedł w 73. minucie, zastępując Mohameda Sanogo Vieirę. Pierwszego gola strzelił 12 grudnia 2014 roku w meczu przeciwko Chabab Atlas Khénifra (1:0). Do siatki trafił w 59. minucie. Łącznie zagrał 19 meczów i strzelił 3 bramki. Z wypożyczenie powrócił 1 lipca 2015 roku.

### Difaâ El Jadida
7 września 2016 roku podpisał kontrakt z Difaâ El Jadida. W tym klubie debiut zaliczył 2 grudnia 2016 roku w meczu przeciwko FAR Rabat (wygrana 2:4). W debiucie strzelił gola – do siatki trafił w 91. minucie. Pierwszą asystę zaliczył 28 kwietnia 2017 roku w meczu przeciwko FAR Rabat (zwycięstwo 2:1). Asystował przy bramce Walida Azaro w 21. minucie. W sumie zagrał 57 meczów, miał 11 goli i asyst.

### Moghreb Tétouan
24 lipca 2019 roku dołączył do Moghrebu Tétouan. W tym klubie debiut zaliczył 14 września 2019 roku w meczu przeciwko FAR Rabat (zwycięstwo 2:0). W debiucie strzelił gola – do siatki trafił w 52. minucie. W sumie zagrał 23 mecze i strzelił dwa gole.

### Rapide Oued Zem
17 listopada 2020 roku dołączył do Rapide Oued Zem. W tym klubie zadebiutował 5 grudnia 2020 roku w meczu przeciwko Mouloudia Wadżda (1:1). Zagrał 87 minut, zmienił go Maati Tamaiazou. Łącznie zagrał 5 spotkań.

### Dalsza kariera
31 stycznia 2021 roku został graczem Oman Club. 1 lipca 2022 roku odszedł z tego zespołu.

## Reprezentacja
Zagrał jeden mecz w reprezentacji U-23. Odbył się on 23 marca 2013 roku, a rywalem Marokańczyków była Turcja (porażka 1:0). Ouardy pojawił się w 71. minucie, zmienił Noussaira El Mimouniego.